# Ruta de Illinois 58
La Ruta de Illinois 58, y abreviada IL 58 (en inglés: Illinois Route 58) es una carretera estatal estadounidense ubicada en el estado de Illinois. La carretera inicia en el oeste desde la IL 25     en Elgin hacia el este en la US 41     en Skokie. La carretera tiene una longitud de 45,5 km (28.3 mi).

## Mantenimiento
Al igual que las autopistas interestatales, y las rutas federales y el resto de carreteras estatales, la Ruta de Illinois 58 es administrada y mantenida por el Departamento de Transporte de Illinois por sus siglas en inglés IDOT.